# Mistrzostwa Świata w Piłce Ręcznej Mężczyzn 2025
Mistrzostwa Świata w Piłce Ręcznej Mężczyzn 2025 – 29. edycja mistrzostw świata w piłce ręcznej mężczyzn, zorganizowana przez IHF w Chorwacji, Danii i Norwegii w dniach od 14 stycznia do 2 lutego 2025, mająca na celu wyłonienie najlepszej męskiej reprezentacji narodowej w piłce ręcznej na świecie. W tych mistrzostwach zrezygnowano z rozgrywania meczów o miejsca od 5 do 8, stąd też podczas tych rozgrywek odbyły się cztery spotkania mniej niż dwa lata wcześniej.
Turniej wygrała Dania, która pokonała Chorwację 32:26 i jako pierwsza drużyna w historii zdobyła tytuł mistrza świata cztery razy z rzędu. Brązowy medal przypadł Francji, która w meczu o 3. miejsce pokonała Portugalię 35:34. Najwartościowszym zawodnikiem rozgrywek uznano duńskiego rozgrywającego Mathiasa Gidsela.
Reprezentacja Polski, pomimo zdobycia Pucharu Prezydenta IHF, zajęła najniższe miejsce ze wszystkich swoich 18. występów w tego typu imprezie, plasując się ostatecznie na 25. miejscu. Tak niska pozycja końcowa polskiej kadry związana była również ze zwiększeniem od 2021 r. liczby drużyn biorących udział w rozgrywkach do 32. Gdy w 2017 r. „biało-czerwoni” zdobyli to trofeum, uplasowali się na 17. miejscu na 24 zespoły.  

## Wybór organizatora
W październiku 2018 r. Międzynarodowa Federacja Piłki Ręcznej ogłosiła wstępną listę zainteresowanych krajów, a aplikację zgłosiły Chorwacja, Serbia oraz wspólnie Dania, Norwegia i Szwajcaria. Ostatecznie listy intencyjne złożyły osobno Szwajcaria i Węgry, zaś wspólnie Chorwacja, Norwegia i Dania, a decyzja o przyznaniu praw do organizacji turnieju miała zostać podjęta na spotkaniu Rady IHF w lutym 2020 r.. Zadecydowano wówczas o przyznaniu organizacji mistrzostw kandydaturze chorwacko-duńsko-norweskiej.
Każdy z tych krajów miał doświadczenie w organizowaniu imprez najwyższej rangi – odbyło się w nich do tej pory łącznie siedem edycji mistrzostw świata zarówno męskich, jak i żeńskich.

## Prawa transmisyjne w Polsce
W Polsce wszystkie 108 meczów turnieju można było oglądać za pośrednictwem platformy streamingowej Viaplay Polska. Ponadto spotkania reprezentacji Polski, obydwa mecze półfinałowe, spotkanie o 3. miejsce i finał były transmitowane również na antenie TVP Sport (10 meczów w ogólnodostępnym, bezpłatnym kanale). Każdy z pojedynków nadawanych przez kanał sportowy Telewizji Polskiej był uzupełniony studiem okołomeczowym z udziałem ekspertów. Natomiast Viaplay swoje studio uruchamiało przed meczami polskiej drużyny, jak i meczami ćwierćfinałowymi, półfinałowymi, spotkaniem o 3. miejsce oraz finałem.

## Obiekty
Według wstępnych założeń turniej miał by rozegrany w 11 miastach – w Danii (Herning, Kopenhaga), w Norwegii (Oslo, Drammen, Trondheim, Stavanger) i w Chorwacji (Zagrzeb, Split, Varaždin, Poreč, Dubrownik). Ostatecznie jednak zarówno Dania, jak i Norwegia postanowiły o pozostawieniu wyłącznie po jednej hali.
| Baerum Oslo             |                                  |
| ----------------------- | -------------------------------- |
| Unity Arena             | BærumHerningZagrzebVaraždinPoreč |
| Pojemność: 13 950       | BærumHerningZagrzebVaraždinPoreč |
|                         | BærumHerningZagrzebVaraždinPoreč |
| Herning                 | BærumHerningZagrzebVaraždinPoreč |
| Jyske Bank Boxen        | BærumHerningZagrzebVaraždinPoreč |
| Pojemność: 12 500       | BærumHerningZagrzebVaraždinPoreč |
|                         | BærumHerningZagrzebVaraždinPoreč |
| Zagrzeb                 | BærumHerningZagrzebVaraždinPoreč |
| Arena Zagreb            | BærumHerningZagrzebVaraždinPoreč |
| Pojemność: 15 200       | BærumHerningZagrzebVaraždinPoreč |
|                         | BærumHerningZagrzebVaraždinPoreč |
| Varaždin                | BærumHerningZagrzebVaraždinPoreč |
| Varaždin Arena          | BærumHerningZagrzebVaraždinPoreč |
| Pojemność: 5200         | BærumHerningZagrzebVaraždinPoreč |
|                         | BærumHerningZagrzebVaraždinPoreč |
| Poreč                   | BærumHerningZagrzebVaraždinPoreč |
| Športska dvorana Žatika | BærumHerningZagrzebVaraždinPoreč |
| Pojemność: 3500         | BærumHerningZagrzebVaraždinPoreč |

## Drużyny
| Reprezentacja                 | Strefa kwalifikacyjna                                          | MŚ 2023     |
| ----------------------------- | -------------------------------------------------------------- | ----------- |
| Chorwacja                     | Współgospodarz                                                 | 9. miejsce  |
| Dania                         | Współgospodarz i mistrz świata 2023                            | 1. miejsce  |
| Norwegia                      | Współgospodarz                                                 | 6. miejsce  |
| Egipt                         | Mistrzostwa Afryki 2024 – 1. miejsce                           | 7. miejsce  |
| Algieria                      | Mistrzostwa Afryki 2024 – 2. miejsce                           | 31. miejsce |
| Tunezja                       | Mistrzostwa Afryki 2024 – 3. miejsce                           | 25. miejsce |
| Republika Zielonego Przylądka | Mistrzostwa Afryki 2024 – 4. miejsce                           | 23. miejsce |
| Gwinea                        | Mistrzostwa Afryki 2024 – 5. miejsce                           | –           |
| Brazylia                      | Mistrzostwa Ameryki Południowej i Centralnej 2024 – 1. miejsce | 17. miejsce |
| Argentyna                     | Mistrzostwa Ameryki Południowej i Centralnej 2024 – 2. miejsce | 19. miejsce |
| Chile                         | Mistrzostwa Ameryki Południowej i Centralnej 2024 – 3. miejsce | 26. miejsce |
| Katar                         | Mistrzostwa Azji 2024 – 1. miejsce                             | 22. miejsce |
| Japonia                       | Mistrzostwa Azji 2024 – 2. miejsce                             | –           |
| Bahrajn                       | Mistrzostwa Azji 2024 – 3. miejsce                             | 16. miejsce |
| Kuwejt                        | Mistrzostwa Azji 2024 – 4. miejsce                             | –           |
| Francja                       | Mistrzostwa Europy 2024 – 1. miejsce                           | 2. miejsce  |
| Szwecja                       | Mistrzostwa Europy 2024 – 3. miejsce                           | 4. miejsce  |
| Niemcy                        | Mistrzostwa Europy 2024 – 4. miejsce                           | 5. miejsce  |
| Stany Zjednoczone             | „dzika karta IHF”                                              | 20. miejsce |
| Szwajcaria                    | „dzika karta IHF”                                              | –           |
| Austria                       | Europejski play-off                                            | –           |
| Czechy                        | Europejski play-off                                            | –           |
| Hiszpania                     | Europejski play-off                                            | 3. miejsce  |
| Węgry                         | Europejski play-off                                            | 8. miejsce  |
| Islandia                      | Europejski play-off                                            | 12. miejsce |
| Włochy                        | Europejski play-off                                            | –           |
| Macedonia Północna            | Europejski play-off                                            | 27. miejsce |
| Holandia                      | Europejski play-off                                            | 14. miejsce |
| Polska                        | Europejski play-off                                            | 15. miejsce |
| Portugalia                    | Europejski play-off                                            | 13. miejsce |
| Słowenia                      | Europejski play-off                                            | 10. miejsce |
| Kuba                          | Mistrzostwa Ameryki Północnej i Karaibów 2024                  | –           |

## Losowanie grup
| Koszyk 1                                                     | Koszyk 2                                                             | Koszyk 3                                                                 | Koszyk 4                                                                                       |
| ------------------------------------------------------------ | -------------------------------------------------------------------- | ------------------------------------------------------------------------ | ---------------------------------------------------------------------------------------------- |
| Dania Francja Szwecja Niemcy Węgry Słowenia Portugalia Egipt | Austria Norwegia Islandia Chorwacja Holandia Hiszpania Włochy Czechy | Katar Brazylia Polska Argentyna Kuba Macedonia Północna Japonia Algieria | Bahrajn Tunezja Chile Kuwejt Republika Zielonego Przylądka Gwinea Stany Zjednoczone Szwajcaria |

## Faza wstępna

### Grupa A
| 15 stycznia 202518:00 CET | Czechy            | 17:17(7:8) | Szwajcaria    | Jyske Bank Boxen, Herning Widzów: 2 091 Sędzia: Lopez Grillo Julian |
| 15 stycznia 202518:00 CET | Lukáš Mořkovský 5 | 17:17(7:8) | 8 Lenny Rubin | Jyske Bank Boxen, Herning Widzów: 2 091 Sędzia: Lopez Grillo Julian |
| 15 stycznia 202518:00 CET | 3×                | 17:17(7:8) | 2× 2×         | Jyske Bank Boxen, Herning Widzów: 2 091 Sędzia: Lopez Grillo Julian |

| 15 stycznia 202520:30 CET | Niemcy           | 35:28 | Polska            | Jyske Bank Boxen, Herning Widzów: 3 552 Sędzia: Gjorgji Nachevski |
| 15 stycznia 202520:30 CET | Renārs Uščins 10 | 35:28 | 7 Ariel Pietrasik | Jyske Bank Boxen, Herning Widzów: 3 552 Sędzia: Gjorgji Nachevski |
| 15 stycznia 202520:30 CET | 1× 4×            | 35:28 | 1× 5×             | Jyske Bank Boxen, Herning Widzów: 3 552 Sędzia: Gjorgji Nachevski |

| 17 stycznia 2025 | Czechy | 19:19 | Polska | Jyske Bank Boxen, Herning |
| 17 stycznia 2025 |        | 19:19 |        | Jyske Bank Boxen, Herning |

| 17 stycznia 2025 | Szwajcaria | 29:31 | Niemcy | Jyske Bank Boxen, Herning |
| 17 stycznia 2025 |            | 29:31 |        | Jyske Bank Boxen, Herning |

| 19 stycznia 2025 | Polska | 28:30 | Szwajcaria | Jyske Bank Boxen, Herning |
| 19 stycznia 2025 |        | 28:30 |            | Jyske Bank Boxen, Herning |

| 19 stycznia 2025 | Niemcy | 29:22 | Czechy | Jyske Bank Boxen, Herning |
| 19 stycznia 2025 |        | 29:22 |        | Jyske Bank Boxen, Herning |

### Grupa B
| 14 stycznia 2025 | Włochy | 32:25 | Tunezja | Jyske Bank Boxen, Herning |
| 14 stycznia 2025 |        | 32:25 |         | Jyske Bank Boxen, Herning |

| 14 stycznia 2025 | Dania | 47:22 | Algieria | Jyske Bank Boxen, Herning |
| 14 stycznia 2025 |       | 47:22 |          | Jyske Bank Boxen, Herning |

| 16 stycznia 2025 | Włochy | 32:23 | Algieria | Jyske Bank Boxen, Herning |
| 16 stycznia 2025 |        | 32:23 |          | Jyske Bank Boxen, Herning |

| 16 stycznia 2025 | Tunezja | 21:32 | Dania | Jyske Bank Boxen, Herning |
| 16 stycznia 2025 |         | 21:32 |       | Jyske Bank Boxen, Herning |

| 18 stycznia 2025 | Algieria | 25:26 | Tunezja | Jyske Bank Boxen, Herning |
| 18 stycznia 2025 |          | 25:26 |         | Jyske Bank Boxen, Herning |

| 18 stycznia 2025 | Dania | 39:20 | Włochy | Jyske Bank Boxen, Herning |
| 18 stycznia 2025 |       | 39:20 |        | Jyske Bank Boxen, Herning |

### Grupa C
| 14 stycznia 2025 | Francja | 37:19 | Katar | Športska dvorana Žatika, Poreč |
| 14 stycznia 2025 |         | 37:19 |       | Športska dvorana Žatika, Poreč |

| 14 stycznia 2025 | Austria | 37:26 | Kuwejt | Športska dvorana Žatika, Poreč |
| 14 stycznia 2025 |         | 37:26 |        | Športska dvorana Žatika, Poreč |

| 16 stycznia 2025 | Kuwejt | 19:43 | Francja | Športska dvorana Žatika, Poreč |
| 16 stycznia 2025 |        | 19:43 |         | Športska dvorana Žatika, Poreč |

| 16 stycznia 2025 | Austria | 28:26 | Katar | Športska dvorana Žatika, Poreč |
| 16 stycznia 2025 |         | 28:26 |       | Športska dvorana Žatika, Poreč |

| 18 stycznia 2025 | Francja | 35:27 | Austria | Športska dvorana Žatika, Poreč |
| 18 stycznia 2025 |         | 35:27 |         | Športska dvorana Žatika, Poreč |

| 18 stycznia 2025 | Katar | 25:22 | Kuwejt | Športska dvorana Žatika, Poreč |
| 18 stycznia 2025 |       | 25:22 |        | Športska dvorana Žatika, Poreč |

### Grupa D
| 15 stycznia 2025 | Holandia | 40:23 | Gwinea | Varaždin Arena, Varaždin |
| 15 stycznia 2025 |          | 40:23 |        | Varaždin Arena, Varaždin |

| 15 stycznia 2025 | Węgry | 27:27 | Macedonia Północna | Varaždin Arena, Varaždin |
| 15 stycznia 2025 |       | 27:27 |                    | Varaždin Arena, Varaždin |

| 17 stycznia 2025 | Holandia | 37:32 | Macedonia Północna | Varaždin Arena, Varaždin |
| 17 stycznia 2025 |          | 37:32 |                    | Varaždin Arena, Varaždin |

| 17 stycznia 2025 | Gwinea | 18:35 | Węgry | Varaždin Arena, Varaždin |
| 17 stycznia 2025 |        | 18:35 |       | Varaždin Arena, Varaždin |

| 19 stycznia 2025 | Macedonia Północna | 29:20 | Gwinea | Varaždin Arena, Varaždin |
| 19 stycznia 2025 |                    | 29:20 |        | Varaždin Arena, Varaždin |

| 19 stycznia 2025 | Węgry | 36:32 | Holandia | Varaždin Arena, Varaždin |
| 19 stycznia 2025 |       | 36:32 |          | Varaždin Arena, Varaždin |

### Grupa E
| 15 stycznia 2025 | Portugalia | 30:21 | Stany Zjednoczone | Telenor Arena, Oslo |
| 15 stycznia 2025 |            | 30:21 |                   | Telenor Arena, Oslo |

| 15 stycznia 2025 | Norwegia | 26:29 | Brazylia | Telenor Arena, Oslo |
| 15 stycznia 2025 |          | 26:29 |          | Telenor Arena, Oslo |

| 17 stycznia 2025 | Portugalia | 30:26 | Brazylia | Telenor Arena, Oslo |
| 17 stycznia 2025 |            | 30:26 |          | Telenor Arena, Oslo |

| 17 stycznia 2025 | Stany Zjednoczone | 17:33 | Norwegia | Telenor Arena, Oslo |
| 17 stycznia 2025 |                   | 17:33 |          | Telenor Arena, Oslo |

| 19 stycznia 2025 | Brazylia | 31:24 | Stany Zjednoczone | Telenor Arena, Oslo |
| 19 stycznia 2025 |          | 31:24 |                   | Telenor Arena, Oslo |

| 19 stycznia 2025 | Norwegia | 28:31 | Portugalia | Telenor Arena, Oslo |
| 19 stycznia 2025 |          | 28:31 |            | Telenor Arena, Oslo |

### Grupa F
| 16 stycznia 2025 | Hiszpania | 31:22 | Chile | Telenor Arena, Oslo |
| 16 stycznia 2025 |           | 31:22 |       | Telenor Arena, Oslo |

| 16 stycznia 2025 | Szwecja | 39:21 | Japonia | Telenor Arena, Oslo |
| 16 stycznia 2025 |         | 39:21 |         | Telenor Arena, Oslo |

| 18 stycznia 2025 | Hiszpania | 39:20 | Japonia | Telenor Arena, Oslo |
| 18 stycznia 2025 |           | 39:20 |         | Telenor Arena, Oslo |

| 18 stycznia 2025 | Chile | 30:42 | Szwecja | Telenor Arena, Oslo |
| 18 stycznia 2025 |       | 30:42 |         | Telenor Arena, Oslo |

| 20 stycznia 2025 | Japonia | 26:31 | Chile | Telenor Arena, Oslo |
| 20 stycznia 2025 |         | 26:31 |       | Telenor Arena, Oslo |

| 20 stycznia 2025 | Szwecja | 29:29 | Hiszpania | Telenor Arena, Oslo |
| 20 stycznia 2025 |         | 29:29 |           | Telenor Arena, Oslo |

### Grupa G
| 16 stycznia 2025 | Słowenia | 41:19 | Kuba | Arena Zagreb, Zagrzeb |
| 16 stycznia 2025 |          | 41:19 |      | Arena Zagreb, Zagrzeb |

| 16 stycznia 2025 | Islandia | 34:21 | Republika Zielonego Przylądka | Arena Zagreb, Zagrzeb |
| 16 stycznia 2025 |          | 34:21 |                               | Arena Zagreb, Zagrzeb |

| 18 stycznia 2025 | Republika Zielonego Przylądka | 24:36 | Słowenia | Arena Zagreb, Zagrzeb |
| 18 stycznia 2025 |                               | 24:36 |          | Arena Zagreb, Zagrzeb |

| 18 stycznia 2025 | Islandia | 40:19 | Kuba | Arena Zagreb, Zagrzeb |
| 18 stycznia 2025 |          | 40:19 |      | Arena Zagreb, Zagrzeb |

| 20 stycznia 2025 | Kuba | 28:38 | Republika Zielonego Przylądka | Arena Zagreb, Zagrzeb |
| 20 stycznia 2025 |      | 28:38 |                               | Arena Zagreb, Zagrzeb |

| 20 stycznia 2025 | Słowenia | 18:23 | Islandia | Arena Zagreb, Zagrzeb |
| 20 stycznia 2025 |          | 18:23 |          | Arena Zagreb, Zagrzeb |

### Grupa H
| 15 stycznia 2025 | Egipt | 39:25 | Argentyna | Arena Zagreb, Zagrzeb |
| 15 stycznia 2025 |       | 39:25 |           | Arena Zagreb, Zagrzeb |

| 15 stycznia 2025 | Chorwacja | 36:22 | Bahrajn | Arena Zagreb, Zagrzeb |
| 15 stycznia 2025 |           | 36:22 |         | Arena Zagreb, Zagrzeb |

| 17 stycznia 2025 | Bahrajn | 24:35 | Egipt | Arena Zagreb, Zagrzeb |
| 17 stycznia 2025 |         | 24:35 |       | Arena Zagreb, Zagrzeb |

| 17 stycznia 2025 | Chorwacja | 33:18 | Argentyna | Arena Zagreb, Zagrzeb |
| 17 stycznia 2025 |           | 33:18 |           | Arena Zagreb, Zagrzeb |

| 19 stycznia 2025 | Argentyna | 26:25 | Bahrajn | Arena Zagreb, Zagrzeb |
| 19 stycznia 2025 |           | 26:25 |         | Arena Zagreb, Zagrzeb |

| 19 stycznia 2025 | Egipt | 28:24 | Chorwacja | Arena Zagreb, Zagrzeb |
| 19 stycznia 2025 |       | 28:24 |           | Arena Zagreb, Zagrzeb |

## Puchar Prezydenta IHF

### Grupa I
| 21 stycznia 2025 | Kuwejt | 26:24 | Gwinea | Športska dvorana Žatika, Poreč |
| 21 stycznia 2025 |        | 26:24 |        | Športska dvorana Žatika, Poreč |

| 21 stycznia 2025 | Polska | 38:32 | Algieria | Športska dvorana Žatika, Poreč |
| 21 stycznia 2025 |        | 38:32 |          | Športska dvorana Žatika, Poreč |

| 23 stycznia 2025 | Algieria | 32:23 | Gwinea | Športska dvorana Žatika, Poreč |
| 23 stycznia 2025 |          | 32:23 |        | Športska dvorana Žatika, Poreč |

| 23 stycznia 2025 | Polska | 42:32 | Kuwejt | Športska dvorana Žatika, Poreč |
| 23 stycznia 2025 |        | 42:32 |        | Športska dvorana Žatika, Poreč |

| 25 stycznia 2025 | Algieria | 31:38 | Kuwejt | Športska dvorana Žatika, Poreč |
| 25 stycznia 2025 |          | 31:38 |        | Športska dvorana Žatika, Poreč |

| 25 stycznia 2025 | Gwinea | 28:40 | Polska | Športska dvorana Žatika, Poreč |
| 25 stycznia 2025 |        | 28:40 |        | Športska dvorana Žatika, Poreč |

### Grupa II
| 22 stycznia 2025 | Kuba | 26:39 | Bahrajn | Športska dvorana Žatika, Poreč |
| 22 stycznia 2025 |      | 26:39 |         | Športska dvorana Žatika, Poreč |

| 22 stycznia 2025 | Stany Zjednoczone | 27:25 | Japonia | Športska dvorana Žatika, Poreč |
| 22 stycznia 2025 |                   | 27:25 |         | Športska dvorana Žatika, Poreč |

| 24 stycznia 2025 | Japonia | 31:27 | Bahrajn | Športska dvorana Žatika, Poreč |
| 24 stycznia 2025 |         | 31:27 |         | Športska dvorana Žatika, Poreč |

| 24 stycznia 2025 | Stany Zjednoczone | 27:26 | Kuba | Športska dvorana Žatika, Poreč |
| 24 stycznia 2025 |                   | 27:26 |      | Športska dvorana Žatika, Poreč |

| 26 stycznia 2025 | Japonia | 32:23 | Kuba | Športska dvorana Žatika, Poreč |
| 26 stycznia 2025 |         | 32:23 |      | Športska dvorana Žatika, Poreč |

| 26 stycznia 2025 | Bahrajn | 28:30 | Stany Zjednoczone | Športska dvorana Žatika, Poreč |
| 26 stycznia 2025 |         | 28:30 |                   | Športska dvorana Žatika, Poreč |

### Mecze o miejsca 25–32
Mecz o 31. miejsce
| 28 stycznia 2025 | Gwinea | 33:31 | Kuba | Športska dvorana Žatika, Poreč |
| 28 stycznia 2025 |        | 33:31 |      | Športska dvorana Žatika, Poreč |

Mecz o 29. miejsce
| 28 stycznia 2025 | Algieria | 26:29 | Bahrajn | Športska dvorana Žatika, Poreč |
| 28 stycznia 2025 |          | 26:29 |         | Športska dvorana Žatika, Poreč |

Mecz o 27. miejsce
| 28 stycznia 2025 | Kuwejt | 37:32 | Japonia | Športska dvorana Žatika, Poreč |
| 28 stycznia 2025 |        | 37:32 |         | Športska dvorana Žatika, Poreč |

Mecz o 25. miejsce
| 28 stycznia 2025 | Polska | 24:22 | Stany Zjednoczone | Športska dvorana Žatika, Poreč |
| 28 stycznia 2025 |        | 24:22 |                   | Športska dvorana Žatika, Poreč |

## Faza zasadnicza

### Grupa I
| 21 stycznia 2025 | Szwajcaria | 37:26 | Tunezja | Jyske Bank Boxen, Herning |
| 21 stycznia 2025 |            | 37:26 |         | Jyske Bank Boxen, Herning |

| 21 stycznia 2025 | Czechy | 18:25 | Włochy | Jyske Bank Boxen, Herning |
| 21 stycznia 2025 |        | 18:25 |        | Jyske Bank Boxen, Herning |

| 21 stycznia 2025 | Dania | 40:30 | Niemcy | Jyske Bank Boxen, Herning |
| 21 stycznia 2025 |       | 40:30 |        | Jyske Bank Boxen, Herning |

| 23 stycznia 2025 | Tunezja | 26:32 | Czechy | Jyske Bank Boxen, Herning |
| 23 stycznia 2025 |         | 26:32 |        | Jyske Bank Boxen, Herning |

| 23 stycznia 2025 | Włochy | 27:34 | Niemcy | Jyske Bank Boxen, Herning |
| 23 stycznia 2025 |        | 27:34 |        | Jyske Bank Boxen, Herning |

| 23 stycznia 2025 | Dania | 39:28 | Szwajcaria | Jyske Bank Boxen, Herning |
| 23 stycznia 2025 |       | 39:28 |            | Jyske Bank Boxen, Herning |

| 25 stycznia 2025 | Włochy | 25:33 | Szwajcaria | Jyske Bank Boxen, Herning |
| 25 stycznia 2025 |        | 25:33 |            | Jyske Bank Boxen, Herning |

| 25 stycznia 2025 | Czechy | 22:28 | Dania | Jyske Bank Boxen, Herning |
| 25 stycznia 2025 |        | 22:28 |       | Jyske Bank Boxen, Herning |

| 25 stycznia 2025 | Niemcy | 31:19 | Tunezja | Jyske Bank Boxen, Herning |
| 25 stycznia 2025 |        | 31:19 |         | Jyske Bank Boxen, Herning |

### Grupa II
| 21 stycznia 2025 | Austria | 29:29 | Macedonia Północna | Varaždin Arena, Varaždin |
| 21 stycznia 2025 |         | 29:29 |                    | Varaždin Arena, Varaždin |

| 21 stycznia 2025 | Katar | 37:38 | Holandia | Varaždin Arena, Varaždin |
| 21 stycznia 2025 |       | 37:38 |          | Varaždin Arena, Varaždin |

| 21 stycznia 2025 | Węgry | 30:37 | Francja | Varaždin Arena, Varaždin |
| 21 stycznia 2025 |       | 30:37 |         | Varaždin Arena, Varaždin |

| 23 stycznia 2025 | Macedonia Północna | 39:34 | Katar | Varaždin Arena, Varaždin |
| 23 stycznia 2025 |                    | 39:34 |       | Varaždin Arena, Varaždin |

| 23 stycznia 2025 | Holandia | 28:35 | Francja | Varaždin Arena, Varaždin |
| 23 stycznia 2025 |          | 28:35 |         | Varaždin Arena, Varaždin |

| 23 stycznia 2025 | Węgry | 29:26 | Austria | Varaždin Arena, Varaždin |
| 23 stycznia 2025 |       | 29:26 |         | Varaždin Arena, Varaždin |

| 25 stycznia 2025 | Holandia | 37:37 | Austria | Varaždin Arena, Varaždin |
| 25 stycznia 2025 |          | 37:37 |         | Varaždin Arena, Varaždin |

| 25 stycznia 2025 | Katar | 23:29 | Węgry | Varaždin Arena, Varaždin |
| 25 stycznia 2025 |       | 23:29 |       | Varaždin Arena, Varaždin |

| 25 stycznia 2025 | Francja | 32:25 | Macedonia Północna | Varaždin Arena, Varaždin |
| 25 stycznia 2025 |         | 32:25 |                    | Varaždin Arena, Varaždin |

### Grupa III
| 22 stycznia 2025 | Brazylia | 28:24 | Chile | Telenor Arena, Oslo |
| 22 stycznia 2025 |          | 28:24 |       | Telenor Arena, Oslo |

| 22 stycznia 2025 | Szwecja | 37:37 | Portugalia | Telenor Arena, Oslo |
| 22 stycznia 2025 |         | 37:37 |            | Telenor Arena, Oslo |

| 22 stycznia 2025 | Norwegia | 25:24 | Hiszpania | Telenor Arena, Oslo |
| 22 stycznia 2025 |          | 25:24 |           | Telenor Arena, Oslo |

| 24 stycznia 2025 | Hiszpania | 29:35 | Portugalia | Telenor Arena, Oslo |
| 24 stycznia 2025 |           | 29:35 |            | Telenor Arena, Oslo |

| 24 stycznia 2025 | Szwecja | 24:27 | Brazylia | Telenor Arena, Oslo |
| 24 stycznia 2025 |         | 24:27 |          | Telenor Arena, Oslo |

| 24 stycznia 2025 | Chile | 22:39 | Norwegia | Telenor Arena, Oslo |
| 24 stycznia 2025 |       | 22:39 |          | Telenor Arena, Oslo |

| 26 stycznia 2025 | Portugalia | 46:28 | Chile | Telenor Arena, Oslo |
| 26 stycznia 2025 |            | 46:28 |       | Telenor Arena, Oslo |

| 26 stycznia 2025 | Hiszpania | 25:26 | Brazylia | Telenor Arena, Oslo |
| 26 stycznia 2025 |           | 25:26 |          | Telenor Arena, Oslo |

| 26 stycznia 2025 | Norwegia | 29:24 | Szwecja | Telenor Arena, Oslo |
| 26 stycznia 2025 |          | 29:24 |         | Telenor Arena, Oslo |

### Grupa IV
| 22 stycznia 2025 | Słowenia | 34:23 | Argentyna | Arena Zagreb, Zagrzeb |
| 22 stycznia 2025 |          | 34:23 |           | Arena Zagreb, Zagrzeb |

| 22 stycznia 2025 | Republika Zielonego Przylądka | 24:44 | Chorwacja | Arena Zagreb, Zagrzeb |
| 22 stycznia 2025 |                               | 24:44 |           | Arena Zagreb, Zagrzeb |

| 22 stycznia 2025 | Egipt | 24:27 | Islandia | Arena Zagreb, Zagrzeb |
| 22 stycznia 2025 |       | 24:27 |          | Arena Zagreb, Zagrzeb |

| 24 stycznia 2025 | Argentyna | 30:26 | Republika Zielonego Przylądka | Arena Zagreb, Zagrzeb |
| 24 stycznia 2025 |           | 30:26 |                               | Arena Zagreb, Zagrzeb |

| 24 stycznia 2025 | Egipt | 26:25 | Słowenia | Arena Zagreb, Zagrzeb |
| 24 stycznia 2025 |       | 26:25 |          | Arena Zagreb, Zagrzeb |

| 24 stycznia 2025 | Chorwacja | 32:26 | Islandia | Arena Zagreb, Zagrzeb |
| 24 stycznia 2025 |           | 32:26 |          | Arena Zagreb, Zagrzeb |

| 26 stycznia 2025 | Islandia | 30:21 | Argentyna | Arena Zagreb, Zagrzeb |
| 26 stycznia 2025 |          | 30:21 |           | Arena Zagreb, Zagrzeb |

| 26 stycznia 2025 | Republika Zielonego Przylądka | 24:31 | Egipt | Arena Zagreb, Zagrzeb |
| 26 stycznia 2025 |                               | 24:31 |       | Arena Zagreb, Zagrzeb |

| 26 stycznia 2025 | Chorwacja | 29:26 | Słowenia | Arena Zagreb, Zagrzeb |
| 26 stycznia 2025 |           | 29:26 |          | Arena Zagreb, Zagrzeb |

## Faza pucharowa
|  |              |              |              |             |    |           |           |            |                   |                   |                   |       |       |
|  | Ćwierćfinały | Ćwierćfinały | Ćwierćfinały |             |    | Półfinały | Półfinały | Półfinały  |                   |                   | Finał             | Finał | Finał |
|  | Ćwierćfinały | Ćwierćfinały | Ćwierćfinały |             |    | Półfinały | Półfinały | Półfinały  |                   |                   | Finał             | Finał | Finał |
|  | 28 stycznia  |              |              |             |    |           |           |            |                   |                   |                   |       |       |
|  |              |              |              |             |    |           |           |            |                   |                   |                   |       |       |
|  | Francja      | Francja      | 34           |             |    |           |           |            |                   |                   |                   |       |       |
|  | Francja      | Francja      | 34           | 30 stycznia |    |           |           |            |                   |                   |                   |       |       |
|  | Egipt        | Egipt        | 33           |             |    |           |           |            |                   |                   |                   |       |       |
|  | Egipt        | Egipt        | 33           |             |    | Francja   | Francja   | 28         |                   |                   |                   |       |       |
|  | 28 stycznia  |              |              |             |    | Francja   | Francja   | 28         |                   |                   |                   |       |       |
|  |              |              | Chorwacja    | Chorwacja   | 31 |           |           |            |                   |                   |                   |       |       |
|  | Chorwacja    | Chorwacja    | Chorwacja    | Chorwacja   | 31 | 31        |           |            |                   |                   |                   |       |       |
|  | Chorwacja    | Chorwacja    |              |             |    | 31        | 2 lutego  |            |                   |                   |                   |       |       |
|  | Węgry        | Węgry        | 30           |             |    |           |           |            |                   |                   |                   |       |       |
|  | Węgry        | Węgry        | 30           |             |    | Chorwacja | Chorwacja | 26         |                   |                   |                   |       |       |
|  | 29 stycznia  |              |              |             |    | Chorwacja | Chorwacja | 26         |                   |                   |                   |       |       |
|  |              |              | Dania        | Dania       | 32 |           |           |            |                   |                   |                   |       |       |
|  | Dania        | Dania        | Dania        | Dania       | 32 | 33        |           |            |                   |                   |                   |       |       |
|  | Dania        | Dania        | 31 stycznia  |             |    | 33        |           |            |                   |                   |                   |       |       |
|  | Brazylia     | Brazylia     | 21           |             |    |           |           |            |                   |                   |                   |       |       |
|  | Brazylia     | Brazylia     | 21           |             |    | Dania     | Dania     | 40         | Mecz o 3. miejsce | Mecz o 3. miejsce | Mecz o 3. miejsce |       |       |
|  | 29 stycznia  |              |              |             |    | Dania     | Dania     | 40         | Mecz o 3. miejsce | Mecz o 3. miejsce | Mecz o 3. miejsce |       |       |
|  |              |              | Portugalia   | Portugalia  | 27 |           |           | 2 lutego   | 2 lutego          | 2 lutego          |                   |       |       |
|  | Portugalia   | Portugalia   | Portugalia   | Portugalia  | 27 | 31        |           | 2 lutego   | 2 lutego          | 2 lutego          |                   |       |       |
|  | Portugalia   | Portugalia   |              |             |    |           |           | Francja    | Francja           | 35                |                   |       |       |
|  | Niemcy       | Niemcy       | 30           |             |    |           |           |            | Francja           | 35                |                   |       |       |
|  | Niemcy       | Niemcy       | 30           |             |    |           |           | Portugalia | Portugalia        | 34                |                   |       |       |
|  |              |              |              |             |    |           |           |            | Portugalia        | 34                |                   |       |       |

### Ćwierćfinały
| 28 stycznia 2025 | Chorwacja | 31:30 | Węgry | Arena Zagreb, Zagrzeb |
| 28 stycznia 2025 |           | 31:30 |       | Arena Zagreb, Zagrzeb |

| 28 stycznia 2025 | Francja | 34:33 | Egipt | Arena Zagreb, Zagrzeb |
| 28 stycznia 2025 |         | 34:33 |       | Arena Zagreb, Zagrzeb |

| 29 stycznia 2025 | Dania | 33:21 | Brazylia | Telenor Arena, Oslo |
| 29 stycznia 2025 |       | 33:21 |          | Telenor Arena, Oslo |

| 29 stycznia 2025 | Portugalia | 31:30 | Niemcy | Telenor Arena, Oslo |
| 29 stycznia 2025 |            | 31:30 |        | Telenor Arena, Oslo |

### Półfinały
| 30 stycznia 2025 | Francja | 28:31 | Chorwacja | Arena Zagreb, Zagrzeb |
| 30 stycznia 2025 |         | 28:31 |           | Arena Zagreb, Zagrzeb |

| 31 stycznia 2025 | Dania | 40:27 | Portugalia | Telenor Arena, Oslo |
| 31 stycznia 2025 |       | 40:27 |            | Telenor Arena, Oslo |

### Mecz o 3. miejsce
| 2 lutego 2025 | Francja | 35:34 | Portugalia | Telenor Arena, Oslo |
| 2 lutego 2025 |         | 35:34 |            | Telenor Arena, Oslo |

### Finał
| 2 lutego 202518:00 | Chorwacja | 26:32 | Dania | Telenor Arena, Oslo |
| 2 lutego 202518:00 |           | 26:32 |       | Telenor Arena, Oslo |

## Klasyfikacja końcowa
| Miejsce | Reprezentacja                 | Uwagi            |
| ------- | ----------------------------- | ---------------- |
| złoto   | Dania                         | Awans do MŚ 2027 |
| srebro  | Chorwacja                     | -                |
| brąz    | Francja                       | -                |
| 4.      | Portugalia                    | -                |
| 5.      | Egipt                         | -                |
| 6.      | Niemcy                        | -                |
| 7.      | Brazylia                      | -                |
| 8.      | Węgry                         | -                |
| 9.      | Islandia                      | -                |
| 10.     | Norwegia                      | -                |
| 11.     | Szwajcaria                    | -                |
| 12.     | Holandia                      | -                |
| 13.     | Słowenia                      | -                |
| 14.     | Szwecja                       | -                |
| 15.     | Macedonia Północna            | -                |
| 16.     | Włochy                        | -                |
| 17.     | Austria                       | -                |
| 18.     | Hiszpania                     | -                |
| 19.     | Czechy                        | -                |
| 20      | Argentyna                     | -                |
| 21      | Katar                         | -                |
| 22      | Tunezja                       | -                |
| 23      | Republika Zielonego Przylądka | -                |
| 24      | Chile                         | -                |
| 25      | Polska                        | -                |
| 26      | Stany Zjednoczone             | -                |
| 27      | Kuwejt                        | -                |
| 28      | Japonia                       | -                |
| 29      | Bahrajn                       | -                |
| 30      | Algieria                      | -                |
| 31      | Gwinea                        | -                |
| 32      | Kuba                          | -                |

## Nagrody indywidualne[20]
| MVP            | Najlepszy bramkarz | Najlepszy lewoskrzydłowy | Najlepszy prawoskrzydłowy | Najlepszy lewy rozgrywający | Najlepszy środkowy rozgrywający | Najlepszy prawy rozgrywający | Najlepszy obrotowy | Najlepszy młody zawodnik |
| -------------- | ------------------ | ------------------------ | ------------------------- | --------------------------- | ------------------------------- | ---------------------------- | ------------------ | ------------------------ |
| Mathias Gidsel | Emil Nielsen       | Dylan Nahi               | Mario Šoštarić            | Simon Pytlick               | Martim Costa                    | Ivan Martinović              | Victor Iturriza    | Francisco Costa          |

## Link zewnętrzny
- Oficjalna strona internetowa MŚ 2025